# إخراج خلوي
| الإفراز الخارجي                                 |
| فارزة أو ناتح - بواسطة الإخراج الخلوي           |
| مفترزة – بواسطة تبرعم الغشاء (ضياع السيتوبلازم) |
| منفرزة – بواسطة تمزق الغشاء                     |

العصبون A (يقوم بإرسال الإشارة) للعصبون B (الذي يقوم باستقبالها)
1. الميتوكندريون
2. حويصلة تشابكية بداخلها ناقل عصبي
3. مستقبل ذاتي
4. شق تشابكي ويظهر تحرر الناقل العصبي (سيروتونين) منه
5. تنشيط المستقبلات بعد التشابكية بوساطة الناقل العصبي (حث وتحفيز جهد الفعل بعد التشابكي)
6. قناة أيونات الكالسيوم
7. إخراج خلوي لمكونات الحويصلة التشابكية
8. استعادة الناقل العصبي

الإخراج الخلوي (بالإنجليزية: exocytosis)‏ أو الإيماس هي عملية مستهلكة للطاقة تقوم الخلية بواسطتها بتوجيه محتويات الحويصلة الإفرازية إلى خارج غشاء الخلية وإلى الفراغ خارج الخلوي.

## التاريخ
تم اقتراح المصطلح بوساطة دي دوف في عام 1963.

## روابط خارجية
- Exocytosis في المكتبة الوطنية الأمريكية للطب نظام فهرسة المواضيع الطبية (MeSH).